# Ameriška divizija (NHL)
Ameriška divizija lige NHL je bila ustanovljena po širitvi lige leta 1926. Divizija je obstajala 12 sezon, ukinili so jo leta 1938.

## Zgodovina divizije

#### Spremembe od sezone 1925/26
- NHL se je razdelila v dve diviziji, Ameriško in Kanadsko.
- Chicago Black Hawks (predhodno Portland Rosebuds) in Detroit Cougars (predhodno Victoria Cougars) sta bila v ligo sprejeta iz lige Western Hockey League.
- New York Rangers so bili potrjeni kot širitveno moštvo.

### 1926–1930
- Boston Bruins
- Chicago Black Hawks
- Detroit Cougars
- New York Rangers
- Pittsburgh Pirates

#### Spremembe od sezone 1930/31
- Detroit je spremenil svoj vzdevek iz Cougars v Falcons.
- Klub Pittsburgh Pirates se je preselil v Filadelfijo, Pensilvanija, in se preimenoval v Philadelphia Quakers.

### 1931–1932
- Boston Bruins
- Chicago Black Hawks
- Detroit Falcons
- New York Rangers
- Philadelphia Quakers

#### Spremembe od sezone 1931/32
- Klub Philadelphia Quakers je razpadel zaradi finančnih težav.

### 1932–1933
- Boston Bruins
- Chicago Blackhawks
- Detroit Falcons
- New York Rangers

#### Spremembe od sezone 1932/33
- Detroit je spremenil svoj vzdevek iz Falcons v Red Wings.

### 1933–1938
- Boston Bruins
- Chicago Blackhawks
- Detroit Red Wings
- New York Rangers

### Spremembe od sezone 1937/38
Liga se je skrčila v eno samo divizijo in spremenila strukturo lige po koncu sezone 1937/38.

## Prvaki Ameriške divizije
- 1927 - New York Rangers
- 1928 - Boston Bruins
- 1929 - Boston Bruins
- 1930 - Boston Bruins
- 1931 - Boston Bruins
- 1932 - New York Rangers
- 1933 - Boston Bruins
- 1934 - Detroit Red Wings
- 1935 - Boston Bruins
- 1936 - Detroit Red Wings
- 1937 - Detroit Red Wings
- 1938 - Boston Bruins

## Zmagovalci Stanleyjevega pokala
- 1928 - New York Rangers
- 1929 - Boston Bruins
- 1933 - New York Rangers
- 1934 - Chicago Black Hawks
- 1936 - Detroit Red Wings
- 1937 - Detroit Red Wings
- 1938 - Chicago Black Hawks